# Сіпер Веніамін Файвович

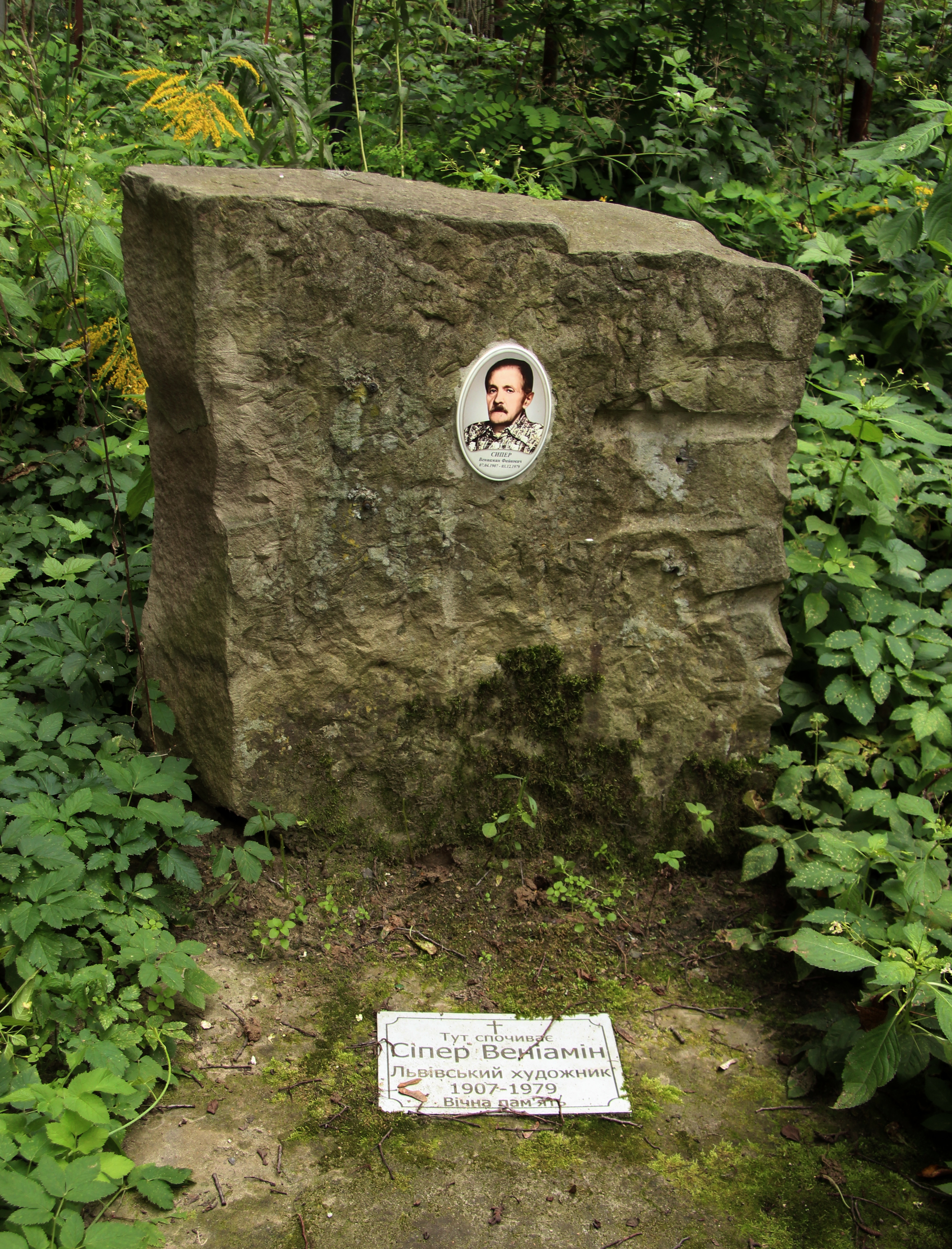

Веніамін Файвович (Павлович) Сіпер (нар. 7 квітня 1907, Гомель — пом. 2 грудня 1979, Львів) — український радянський живописець; член Львівської організації Спілки радянських художників України.

## Біографія
Народився 7 квітня 1907 року в місті Гомелі (нині Білорусь). Єврей за походженням. Після закінчення школи навчався у художньому технікумі у Києві, а протягом 1926—1929 років — у Вищому художньо-технічному інституті у Ленінграді.
Брав участь у німецько-радянській війні, служив у артилерійських підрозділах. Воював на Західному, Південно-Західному, Сталінградському, Четвертому Українському, Першому Білоруському фронтах. Нагороджений двома орденами Червоної Зірки (24 лютого 1944; 30 квітня 1944), орденами Вітчизняної війни І (22 червня 1945) і ІІ (22 травня 1945) ступенів, медаллю «За оборону Сталінграда» (28 травня 1943). Член ВКП(б) з 1943 року.
Після війни оселився у Львові, мешкав у будинку на вулиці Учительській, № 13, квартира № 2. Помер у Львові 2 грудня 1979 року. Похований у Львові на 63 полі Янівського цвинтаря.

## Творчість
Працював у галузі станкового живопису, створював тематичні картини, пейзажі. Серед робіт:
- «Вдалий хід» (1951);
- «Львів. Порохова вежа» (1956);
- «Львів. Площа Возз'єднання» (1957);
- «Вечір на Волині» (1960);
- «Володимир Маяковський» (1960);
- «Львів. Проспект Леніна» (1961);
- «Нова Львівщина» (1962);
- «Львів. Бульвар Першотравневий» (1964);
- «Хімічний комбінат у Роздолі» (1965);
- «У майстерні» (1966);
- «Львів. Пейзаж» (1970).

Брав участь у республіканських виставках з 1957 року, персональна виставка відбулася у Львові у 1957 році.